# Campionati del mondo di atletica leggera 2013 - Salto in lungo femminile
La gara del salto in lungo femminile dei Campionati del mondo di atletica leggera 2013 si è svolta l'11 agosto.
La medaglia d'oro è stata vinta dalla statunitense Brittney Reese, che ha preceduto la nigeriana Blessing Okagbare (argento) e la serba Ivana Španović (bronzo).

## Podio
| Posizione | Atleta            | Nazione     | Misura |
| --------- | ----------------- | ----------- | ------ |
| Oro       | Brittney Reese    | Stati Uniti | 7,01 m |
| Argento   | Blessing Okagbare | Nigeria     | 6,99 m |
| Bronzo    | Ivana Španović    | Serbia      | 6,82 m |

## Situazione pre-gara

### Record
Prima di questa competizione, il record del mondo (WR) e il record dei campionati (CR) erano i seguenti.
| Record                | Prestazione | Atleta                              | Data                                        | Competizione              |
| --------------------- | ----------- | ----------------------------------- | ------------------------------------------- | ------------------------- |
| Record mondiale       | 7,51 m      | Galina Chistyakova Unione Sovietica | 11 giugno 1988 Leningrado, Unione Sovietica |                           |
| Record dei campionati | 7,36 m      | Jackie Joyner-Kersee Stati Uniti    | 3 settembre 1987 Roma, Italia               | Campionati del mondo 1987 |

### Campioni in carica
I campioni in carica, a livello mondiale e continentale, erano:
| Campione | Atleta                     | Prestazione | Data                                | Competizione               |
| -------- | -------------------------- | ----------- | ----------------------------------- | -------------------------- |
| Olimpico | Brittney Reese Stati Uniti | 7,12 m      | 8 agosto 2012 Londra, Regno Unito   | Giochi della XXX Olimpiade |
| Mondiale | Brittney Reese Stati Uniti | 6,82 m      | 28 agosto 2011 Taegu, Corea del Sud | Campionati del mondo 2011  |
| Europeo  | Éloyse Lesueur Francia     | 6,81 m      | 28 giugno 2012 Helsinki, Finlandia  | Campionati europei 2012    |

### La stagione
Prima di questa gara, gli atleti con le migliori tre prestazioni dell'anno erano:
| Pos. | Atleta                      | Prestazione | Data                             |
| ---- | --------------------------- | ----------- | -------------------------------- |
| 1    | Brittney Reese Stati Uniti  | 7,25 m      | 10 maggio 2013 Doha, Qatar       |
| 2    | Sosthene Moguenara Germania | 7,04 m      | 2 agosto 2013 Weinheim, Germania |
| 3    | Oksana Žukovskaja Russia    | 7,02 m      | 15 luglio 2013 Mosca, Russia     |

## Risultati
| LEGENDA: | NR | Record nazionale | PB | Primato personale | SB | Primato stagionale |

### Qualificazioni
Si qualificano per la finale le concorrenti che ottengono una misura di almeno 6,75 m (Q); le migliori dodici misure (q) accedono comunque alla finale.
| Pos. | Gruppo | Nome                 | Nazionalità               | 1ª prova | 2ª prova | 3ª prova | Misura | Note  |
| ---- | ------ | -------------------- | ------------------------- | -------- | -------- | -------- | ------ | ----- |
| 1    | A      | Shara Proctor        | Regno Unito               | 6,85     | –        | –        | 6,85   | Q     |
| 2    | A      | Blessing Okagbare    | Nigeria                   | 6,83     | –        | –        | 6,83   | Q     |
| 3    | A      | Tori Polk            | Stati Uniti               | 6,62     | 6,75     |          | 6,75   | Q, PB |
| 4    | B      | Volha Sudarava       | Bielorussia               | 6,38     | 6,71     | x        | 6,71   | q     |
| 5    | B      | Dar'ja Klišina       | Russia                    | 6,70     | 6,70     | x        | 6,70   | q     |
| 6    | A      | Elena Sokolova       | Russia                    | x        | 6,70     | x        | 6,70   | q     |
| 7    | A      | Ivana Španović       | Serbia                    | 6,58     | 6,57     | 6,63     | 6,63   | q     |
| 8    | B      | Sosthene Moguenara   | Germania                  | 6,63     | x        | x        | 6,63   | q     |
| 9    | A      | Erica Jarder         | Svezia                    | 6.57     | 6,59     | 6,58     | 6,59   | q     |
| 10   | A      | Ol'ga Kučerenko      | Russia                    | 6,59     | x        | x        | 6,59   | q     |
| 11   | B      | Janay DeLoach Soukup | Stati Uniti               | x        | 6,04     | 6,58     | 6,58   | q     |
| 12   | A      | Brittney Reese       | Stati Uniti               | 6,57     | 6,57     | 6,42     | 6,57   | q     |
| 13   | B      | Funmi Jimoh          | Stati Uniti               | x        | 6,57     | x        | 6,57   |       |
| 14   | B      | Ljudmila Kolčanova   | Russia                    | 6,53     | x        | x        | 6,53   |       |
| 15   | B      | Anna Kornuta         | Ucraina                   | 6,44     | 6,53     | x        | 6,53   |       |
| 16   | A      | Lauma Grīva          | Lettonia                  | 6,46     | 6,50     | 6,36     | 6,50   |       |
| 17   | A      | Lena Malkus          | Germania                  | 6,26     | 6,49     | 6,41     | 6,49   |       |
| 18   | B      | Malaika Mihambo      | Germania                  | 3,63     | 5,55     | 6,49     | 6,49   |       |
| 19   | A      | Jana Velďáková       | Slovacchia                | 6,43     | 6,48     | 6,36     | 6,48   |       |
| 20   | B      | Christabel Nettey    | Canada                    | 6,25     | 6,36     | 6,47     | 6,47   |       |
| 21   | A      | Chantel Malone       | Isole Vergini Britanniche | 6,20     | 6,40     | 6,20     | 6,40   |       |
| 22   | B      | Éloyse Lesueur       | Francia                   | 6,25     | x        | 6,39     | 6,39   |       |
| 23   | B      | Arantxa King         | Bermuda                   | x        | 6,36     | x        | 6,36   |       |
| 24   | B      | Bianca Stuart        | Bahamas                   | x        | 6,30     | 6,35     | 6,35   |       |
| 25   | A      | Maryna Bech          | Ucraina                   | 6,29     | 6,31     | 6,30     | 6,31   |       |
| 26   | A      | Jana Korešová        | Rep. Ceca                 | 6,10     | 6,10     | 6,18     | 6,18   |       |
| 27   | A      | Lynique Prinsloo     | Sudafrica                 | 6,03     | x        | 6,17     | 6,17   |       |
| 28   | B      | Dariya Derkach       | Italia                    | x        | 6,16     | x        | 6,16   |       |
| 29   | B      | Macarena Reyes       | Cile                      | x        | 5,93     | x        | 5,93   |       |
|      | B      | Lorraine Ugen        | Regno Unito               | x        | x        | x        | NM     |       |
|      | B      | Francine Simpson     | Giamaica                  | x        | x        | x        | NM     |       |

### Finale
| Pos.    | Nome                 | Nazionalità | 1ª prova | 2ª prova | 3ª prova | 4ª prova | 5ª prova | 6ª prova | Misura | Note |
| ------- | -------------------- | ----------- | -------- | -------- | -------- | -------- | -------- | -------- | ------ | ---- |
| Oro     | Brittney Reese       | Stati Uniti | 6,50     | 7,01     | x        | x        | 6,95     | x        | 7,01   |      |
| Argento | Blessing Okagbare    | Nigeria     | 6,89     | 6,58     | 6,68     | 6,80     | 6,99     | 6,96     | 6,99   |      |
| Bronzo  | Ivana Španović       | Serbia      | 6,70     | 6,64     | 6,67     | x        | 6,82     | 6,61     | 6,82   | NR   |
| 4       | Volha Sudarava       | Bielorussia | 6,66     | 6,82     | 6,49     | 6,45     | 6,64     | 6,50     | 6,82   | SB   |
| 5       | Ol'ga Kučerenko      | Russia      | 6,56     | 6,67     | 6,67     | 6,81     | 6,68     | 6,72     | 6,81   |      |
| 6       | Shara Proctor        | Regno Unito | x        | 6,79     | 6,60     | 6,56     | 6,66     | 6,69     | 6,79   |      |
| 7       | Dar'ja Klišina       | Russia      | x        | 6,76     | x        | 6,70     | 6,69     | 6,70     | 6,76   |      |
| 8       | Tori Polk            | Stati Uniti | 6,65     | 6,56     | 6,39     | 6,73     | 6,41     | x        | 6,73   |      |
| 9       | Elena Sokolova       | Russia      | x        | 6,65     | x        |          |          |          | 6,65   |      |
| 10      | Erica Jarder         | Svezia      | 6,47     | x        | x        |          |          |          | 6,47   |      |
| 11      | Janay DeLoach Soukup | Stati Uniti | x        | 6,43     | 6,44     |          |          |          | 6,44   |      |
| 12      | Sosthene Moguenara   | Germania    | 6,42     | x        | 6,15     |          |          |          | 6,42   |      |